# Château Brancaleoni
Le château Brancaleoni ou palais Brancoleoni  est situé dans la commune de Piobbico, province de Pesaro et d'Urbino dans les Marches,. 
Il appartenait à la famille Brancaleoni di Piobbico (it), seigneurie du territoire de 1213 à 1816.

## Historique
Construit au XIIIe siècle comme forteresse, il fut ensuite remodelé et transformé entre 1573 et 1587 en une splendide résidence Renaissance à la demande des comtes de Piobbico, Guido et Roberto. Laissé dans un état d'abandon grave et défiguré à l'intérieur après la dernière guerre, il a récemment fait l'objet de travaux de restauration radicaux. Aujourd'hui, il se présente comme un complexe de bâtiments ajoutés au noyau original et s'étendant le long de la crête qui domine la ville.

## Description

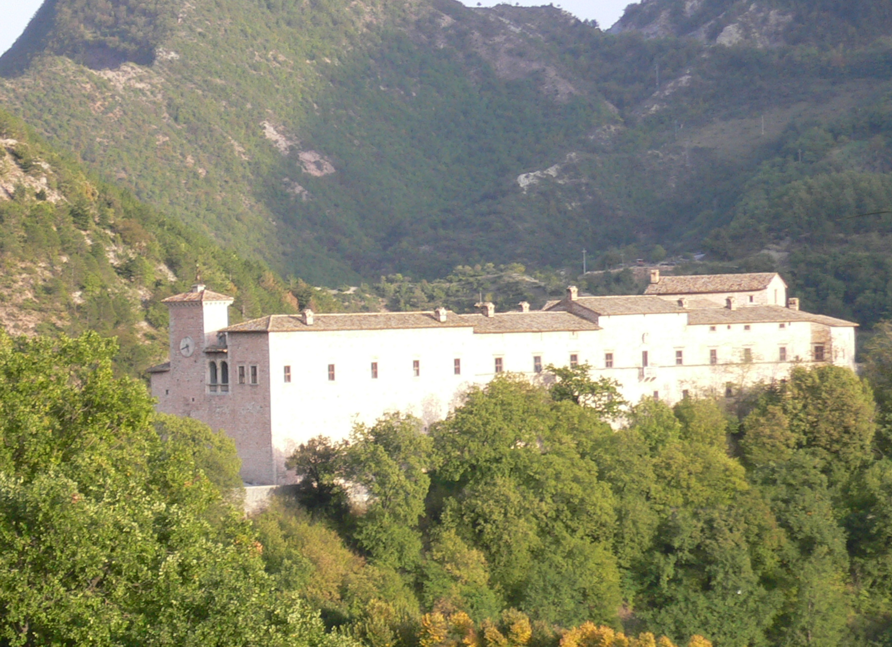

En entrant dans la résidence, surmontée d'une tour avec une horloge, se détache la cour d'honneur, conçue par l'architecte Baccio Pontelli et construite par le comte Guido Antonio I Brancaleoni, capitaine du duc d'Urbino Frédéric III de Montefeltro. La structure remonte à la décennie 1470-1480. Cet atrium rectangulaire, entouré d'un portique aux arcs soutenus par des colonnes doriques, rappelle la cour plus grande et plus majestueuse du palais ducal d'Urbin. On y trouve la chapelle noble dédiée à saint Charles Borromée. 
À l'intérieur du château, il est possible d'admirer la chambre privée du comte Antonio II, appelée « chambre grecque ». La salle est ornée de fresques avec des épisodes de l'histoire et de la mythologie helléniques créées en 1585 par Giorgio Picchi, sculpteur d'Urbania, tandis que les stucs sont l'œuvre de l'école de Federico Brandani, le sculpteur, mort en 1575, n'ayant pas pu terminer l'œuvre. Intéressantes sont les fresques attribuées à Federico Zuccari qui célèbrent la famille Brancaleoni, en particulier Antonio II et la comtesse Laura Cappello entourées de leurs nombreux descendants. 
Le musée civique Brancaleoni et l'exposition permanente de vêtements et de bijoux de la collection Alessandro Righi Luperti sont situés dans les salles du palais.

## Galerie

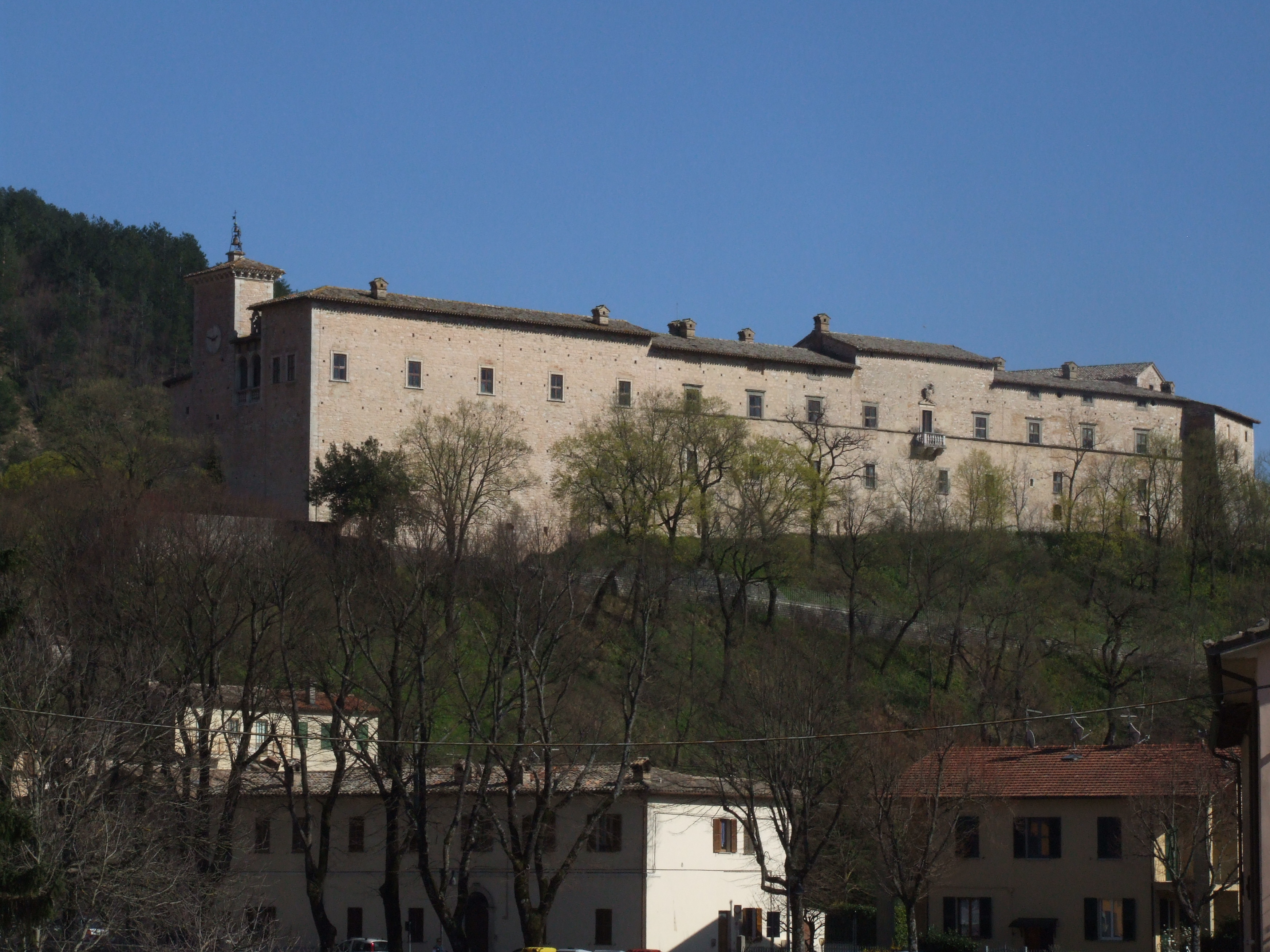
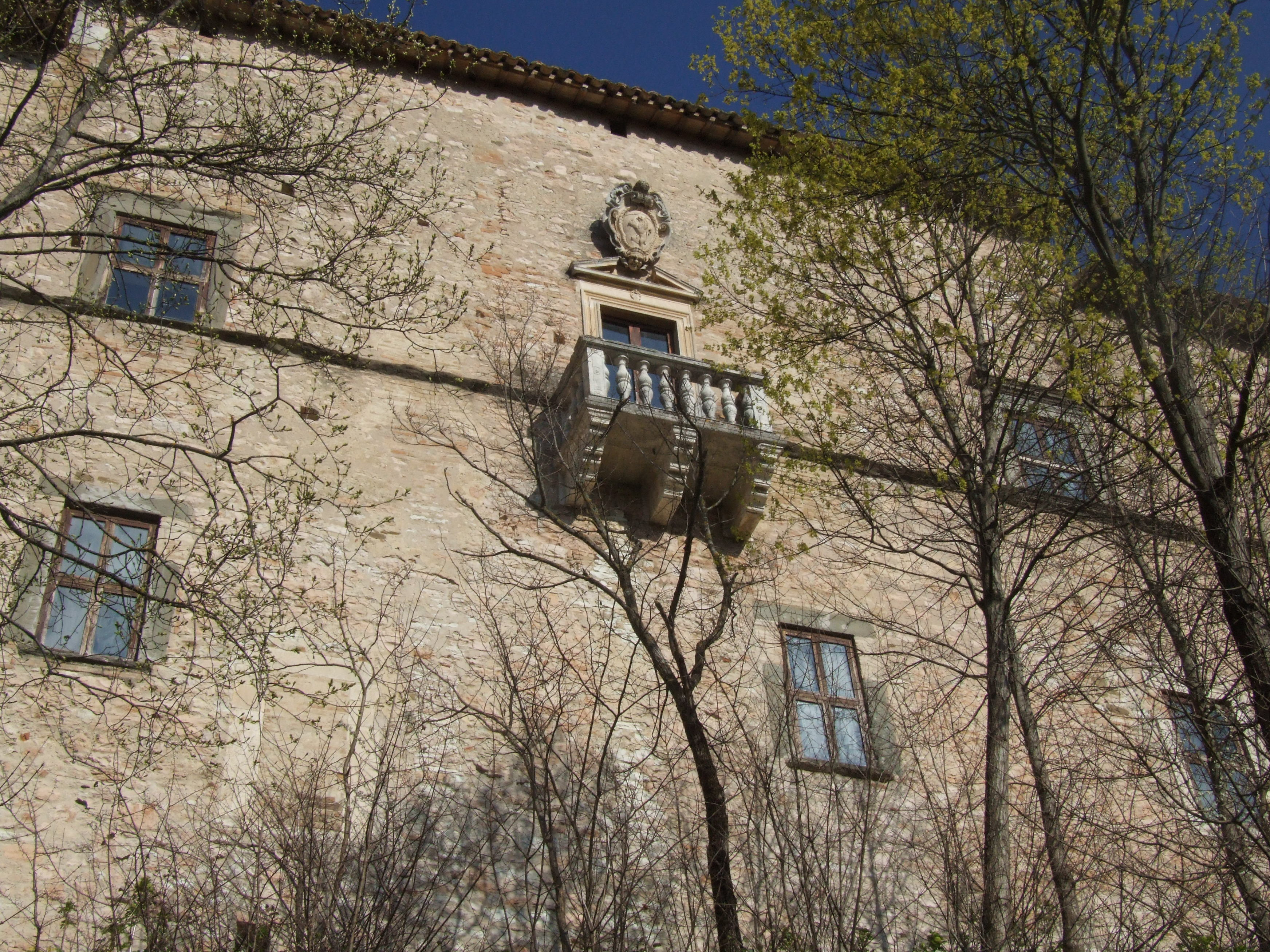